# Чиза (перевал)
Чиза (итал. Cisa) — горный перевал в Апеннинах, соединяющий итальянские провинции Масса-Каррара в области Тоскана и Парма в области Эмилия-Романья.
Перевал Чиза находится на высоте 1039 м над уровнем моря. Он считается границей между Лигурийскими и Тоскано-Эмилийскими Апеннинами, между долиной Валь-ди-Таро и исторической областью Луниджана. Под ним проходит тоннель на автомагистрали Автострада А15 (Италия) (Парма — Ла-Специя).